# Lamborghini Urus
Lamborghini Urus — первый кроссовер (SSUV — Super Sport Utility Vehicle) от итальянского производителя автомобилей Lamborghini. Автомобиль был представлен 4 декабря 2017 года на заводе Lamborghini в Сант'Агата-Болоньезе.

## Двигатель

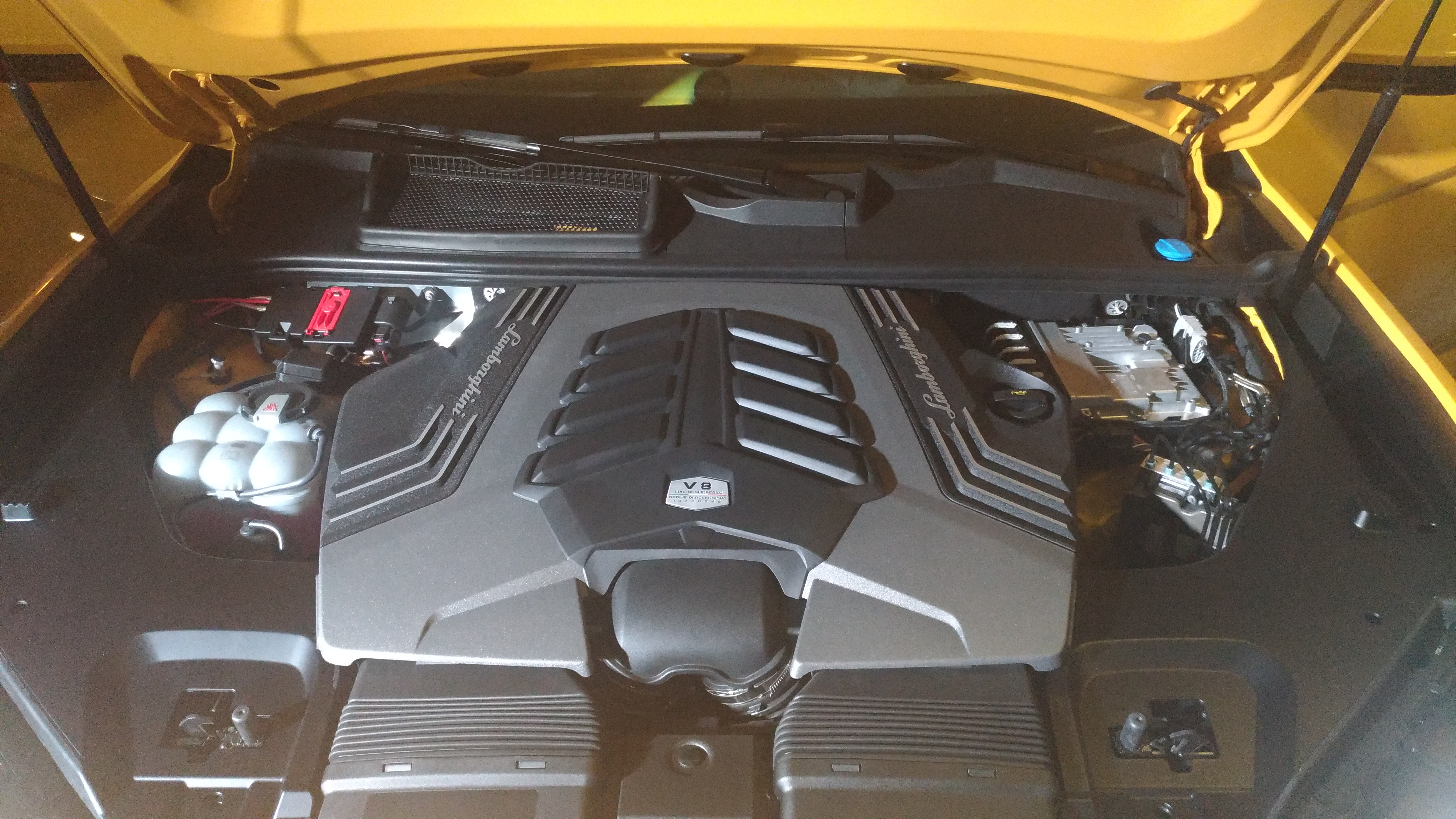
Двигатель Lamborghini Urus

В отличие от привычных для Lamborghini атмосферных двигателей V10 и V12, в Urus установлен 4.0 литровый V8 twin-turbo производства Audi, также этот двигатель используется в некоторых моделях Audi серий S и RS и Audi A8, Bentley Continental V8 и Flying Spur V8.

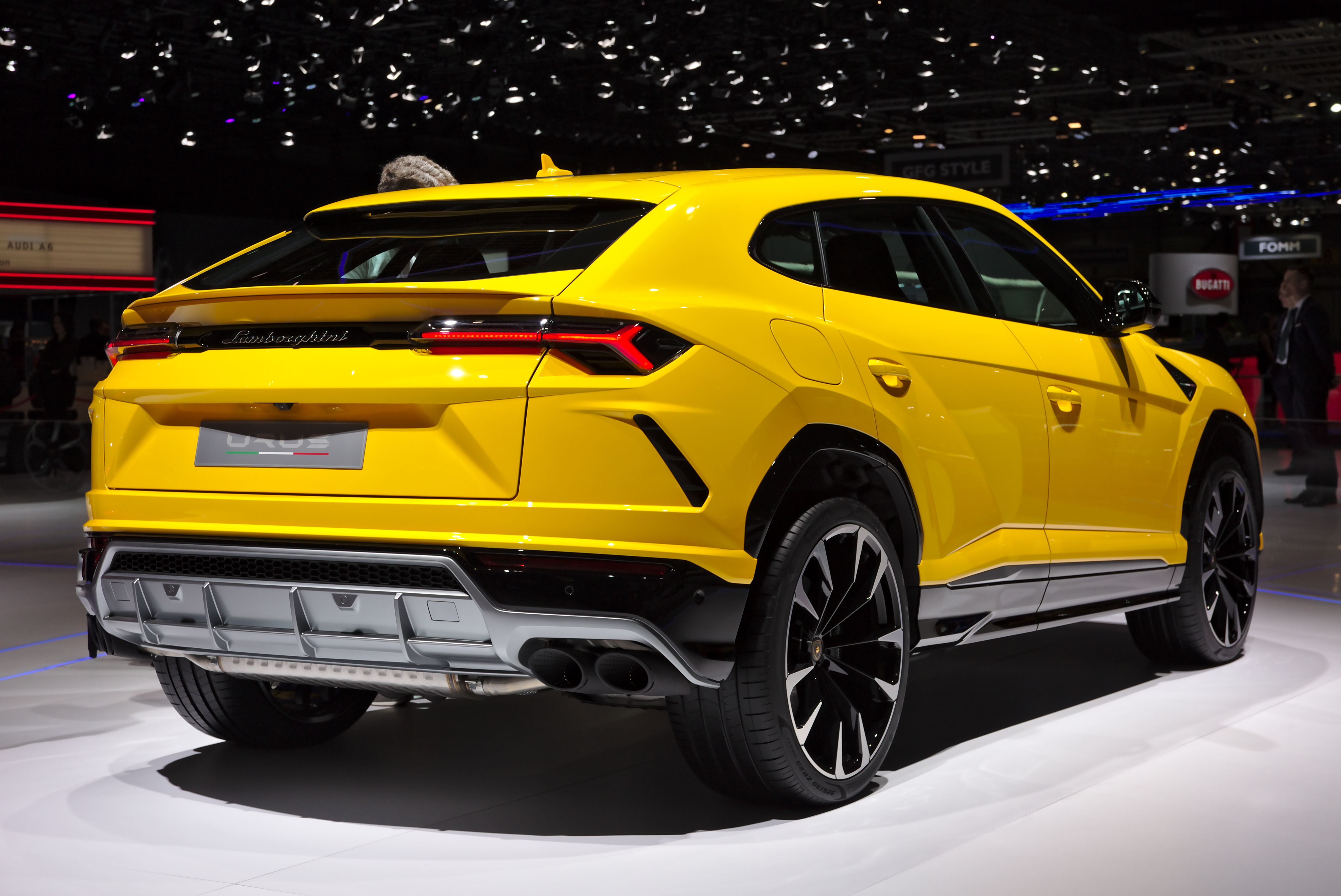
Вид сзади

## Особенности
Urus намного легче, чем построенные на одной платформе Audi Q7, Bentley Bentayga, Porsche Cayenne и Volkswagen Touareg из-за применения в конструкции углеволокна.

## Интерьер
Интерьер кроссовера от Lamborghini во многом напоминает интерьер Audi Q7. В оформлении используются элементы из углеволокна аналогично моделям Audi серий S и RS.

## Специальные варианты

### Urus Pearl Capsule
Urus Pearl Capsule — это вариант стандартного Urus. Клиенты, купившие Urus Pearl Capsule, могут персонализировать ее в полной мере, включая возможность выбора цвета двухцветных сидений из алькантары в зависимости от цвета окраски. Lamborghini заявляет, что доступны три варианта перламутровой окраски — Verde Mantis, Arancio Borealis и Giallo Inti, что обеспечивает современную интерпретацию оригинальных однотонных цветов в сочетании с традициями Lamborghini. Нижние бамперы, пороги и крыша окрашены в черный глянцевый цвет, что создает впечатляющий двухцветный эффект, а 23-дюймовые легкосплавные диски Taigete цвета Shiny Black соответствуют выбранным цветовым акцентам. Технические характеристики Urus Pearl Capsule, такие как мощность и крутящий момент, остаются такими же, как у стандартного Urus. 

### Urus ST-X
Urus ST-X — это гоночный вариант стандартного Urus, не предназначенный для уличного движения, созданный подразделением Squadra Corse компании Lamborghini. Концепт был представлен в 2018 году на финале чемпионата мира Lamborghini. Серийный ST-X, разработанный в соответствии с правилами FIA, оснащен полным каркасом безопасности, системой пожаротушения и топливным баком FT3. Воздухозаборники были увеличены, чтобы лучше оптимизировать теплообмен 4,0-литрового двигателя V8 с двойным турбонаддувом. Мощность и крутящий момент остаются такими же, как у дорожного Urus, с теми же 641 л.с. (650 л.с.) и 850 Нм (627 фунт-фут) крутящего момента. Автомобиль имеет шестиугольные гоночные выхлопные трубы и 21-дюймовые легкосплавные диски с шинами Pirelli. Эти изменения дают снижение веса на 25% по сравнению с автомобилем, предназначенным для уличного использования. Поставки клиентам запланированы на 2020 год. 

### Urus Performante

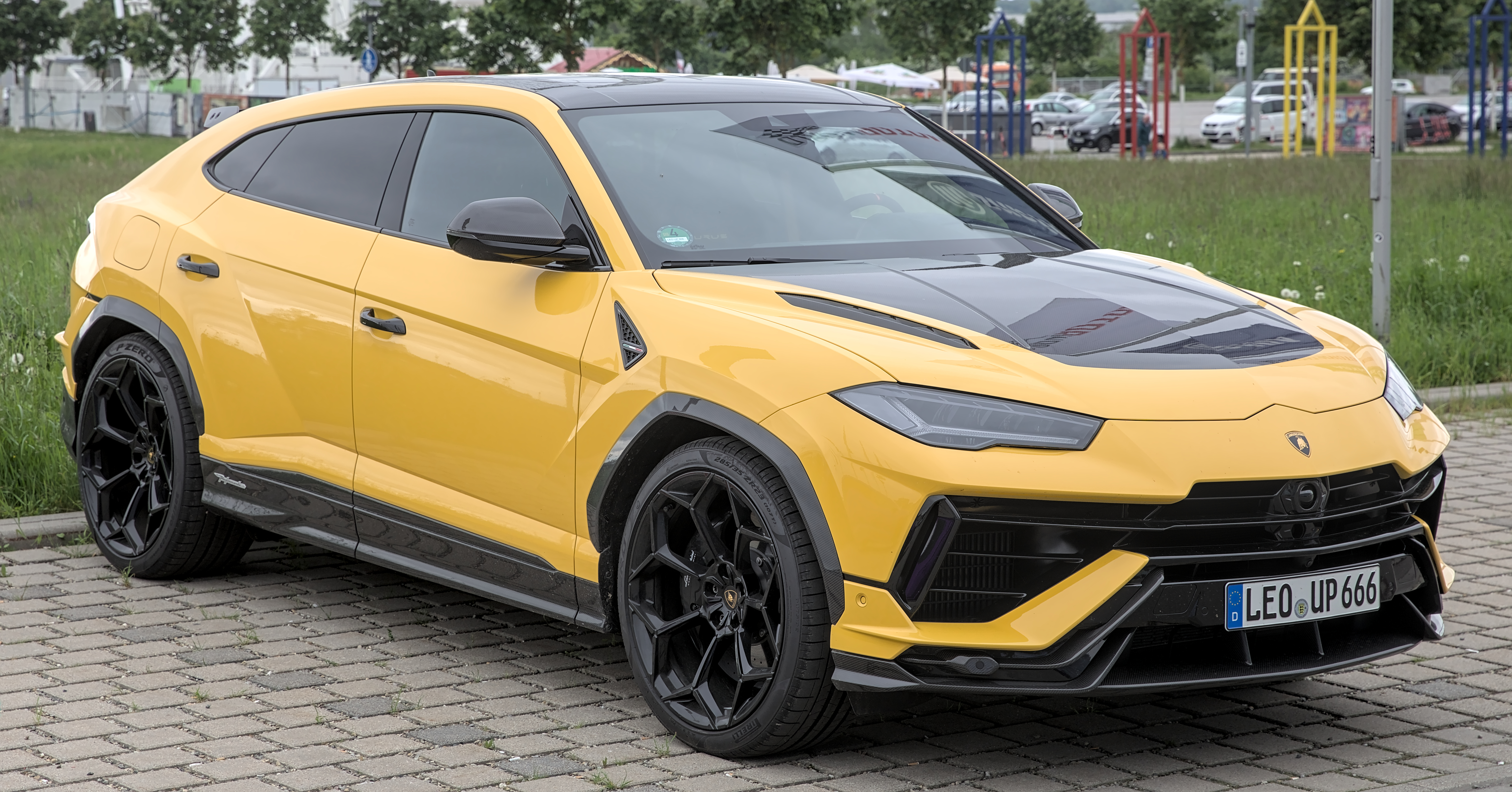
Lamborghini Urus Performante

Urus Performante был представлен Lamborghini в августе 2022 года как более мощный вариант Urus. В отличие от других специальных вариантов, Performante претерпел значительные изменения в дизайне и технических характеристиках. Двигатель модернизирован до мощности 657 л.с. (666 л.с., 490 кВт) с неизменным крутящим моментом и улучшенной прижимной силой, при этом он на 104 фунта (47 кг) легче, чем другие варианты.  Lamborghini заявляет, что разгон до 100 км/ч занимает 3,3 секунды, а максимальная скорость составляет 306 км/ч.  Другие изменения включают перенастроенную подвеску, более смещенный назад межосевой дифференциал, удаление регулируемых по высоте пневматических пружин в пользу винтовых пружин фиксированной высоты, удаление режимов движения по бездорожью и дополнительные шины Pirelli P Zero Trofeo R. 

### Urus SE

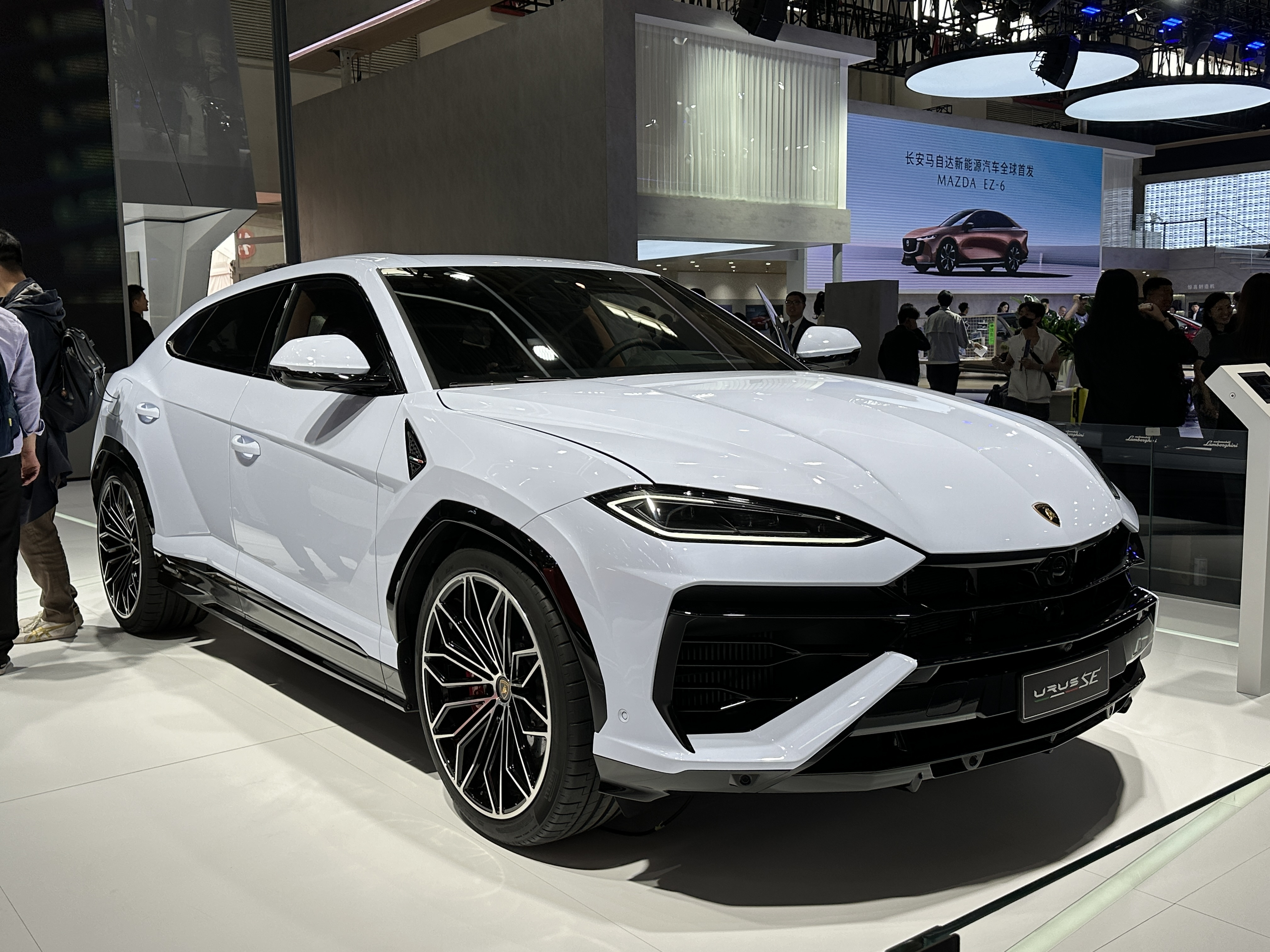
Lamborghini Urus SE

SE, представленный в апреле 2024 года, отличается обновленной внешней частью. Однако поворотным моментом в этой версии стала новая гибридная система Plug-in, которая в сочетании с уже принятым на базовой модели двигателем V8 с двойным турбонаддувом мощностью 611 л.с. увеличивает мощность до 789 л.с. с крутящим моментом 950 Нм. Несмотря на вес, который увеличился на 300 кг по сравнению с Urus S, у SE немного лучшее ускорение от 0 до 100 км/ч  , но большая разница заключается в выбросах: по словам Lamborghini, Urus SE имеет На 80% меньше воздействия на окружающую среду по сравнению со старыми версиями внедорожника. 

## Технические характеристики
| Характеристики                                 | Lamborghini Urus                |                                 |
| ---------------------------------------------- | ------------------------------- | ------------------------------- |
| Объём двигателя                                | 3993 см3                        | 3993 см3                        |
| Максимальная мощность                          | 650 л. с./6000 об./мин.         |                                 |
| Тип двигателя                                  | V8 4.0 TFSI                     | V8 4.0 TFSI                     |
| Максимальный крутящий момент, Н·м при об./мин. | 850 / 2250-4500                 | 850 / 2250-4500                 |
| Привод                                         | постоянный полный               | постоянный полный               |
| Коробка передач                                | автомат 8 ступ.                 | автомат 8 ступ.                 |
| Масса автомобиля                               | 2200 кг                         | 2200 кг                         |
| Объем багажника                                | 5-местн.: 574 л 4-местн.: 616 л | 5-местн.: 574 л 4-местн.: 616 л |
| Объем топливного бака                          | 75 л и 85 л                     | 75 л и 85 л                     |
| Максимальная скорость                          | 305 км/ч                        | 305 км/ч                        |
| Разгон 0 — 100 км/ч                            | 3,6 с                           |                                 |
| Тип топлива                                    | бензин                          | бензин                          |
| Смешанный цикл                                 | 12,7 л/100 км                   | 12,7 л/100 км                   |

## Urus Concept 2012
Концепт кроссовера от Lamborghini был представлен на пекинском автосалоне в 2012 году.

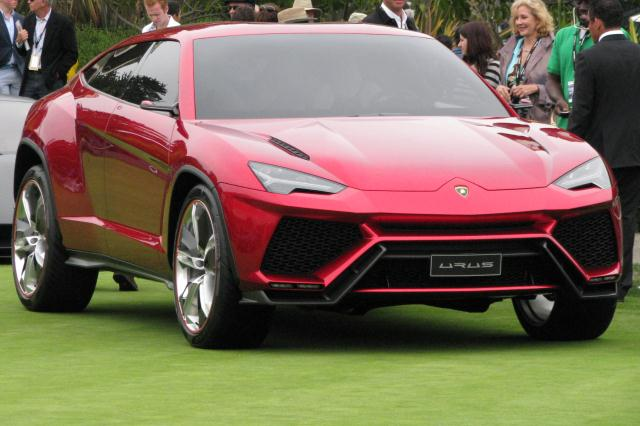
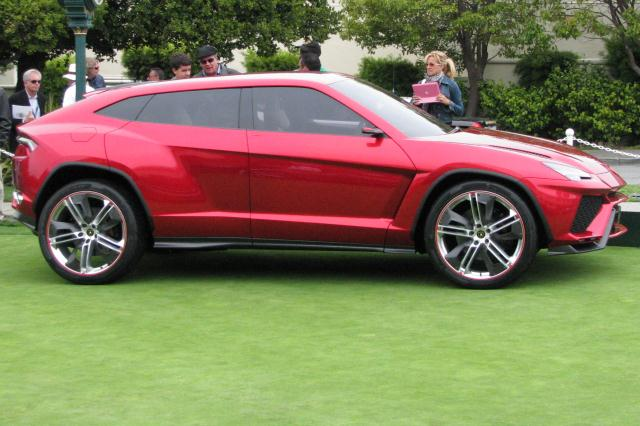